# Lérosz
Lérosz ( görögül Λέρος, olaszul Lèro, törökül İleriye) a Dodekanészosz szigetcsoport tagja. Az Égei-tenger déli részén Kosz és Kálimnosz sziget közelében helyezkedik el. Anatólia partjaihoz közel, de a főváros kikötőjétől Pireusztól 317 kilométerre van, ami körülbelül 8-9 óra hajóútat jelent. A szigeten élők jelentős bevételi forrása az idegenforgalom, a szivacshalászat és az állattartás.

## Története
Lérosz és Kálimnosz szigete mint két testvér áll egymás mellett. Nagyobb sziget a Kálimnosz és két kilométer széles szoros választja el Lérosztól. A helyi hagyomány szerint a kettő valamikor egyetlen szigetet alkotott. A szivacshalászok azt mesélik, hogy ma is látni a víz alatt egy elsüllyedt város omladékait.
Léroszt már az ókorban ismerték. Hérodotosz és Thuküdidész is említette a nevét. Mielőtt az iónok meghódították volna, a károk és a krétaiak lakták. Ezután Milétosz birtoka volt, majd hosszú évtizedekre a kalózok bevehetetlen rejtekhelye lett. A középkorban Bizánc és a johannita lovagrend harcolt érte egymással. A török uralmat mint a Dodekanészoszon mindenütt, 1912-ben olasz fennhatóság váltotta fel. Az olaszok, felhasználva Lérosz mély, keskeny öbleit itt építették ki egyik legnagyobb tengerészeti bázisukat. A szigetet behálózó aszfaltozott utak, Lakki kikötőváros mólói, part menti sétányai és kis szállodái ma is az olasz tengerészeti bázisra emlékeztetnek.

## Látnivalók
A hajók Lakki kikötőjébe érkeznek, melynek öble egy hadiflottát is képes volna befogadni. A kikötő és a domboldalon fekvő kis város fehér és világoskék házacskái felett a johanniták által átalakított bizánci erőd romjai láthatók. Az erődben egy bizánci kápolna van, értékes régi ikonosztázzal. Lakkiból aszfaltozott úton könnyen megközelíthető a festői fekvésű hangulatos Ajia Marina (12 km) és a Kálimnosz elválasztó szoros partján épült Xirokambosz.

## Galéria

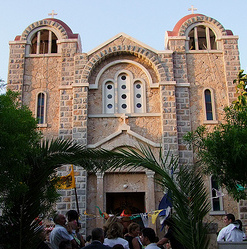
Ajia Marina templom
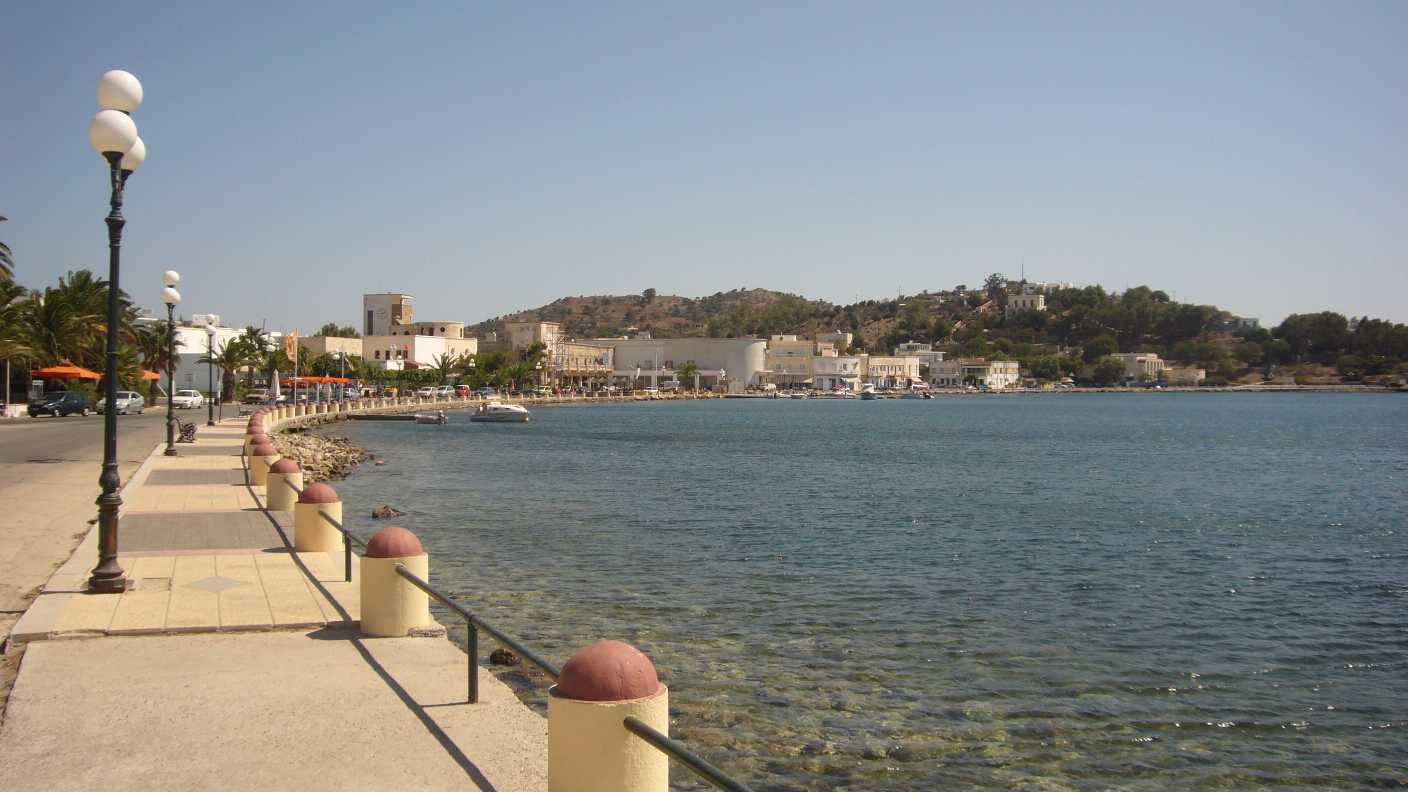
Lakki kikötő
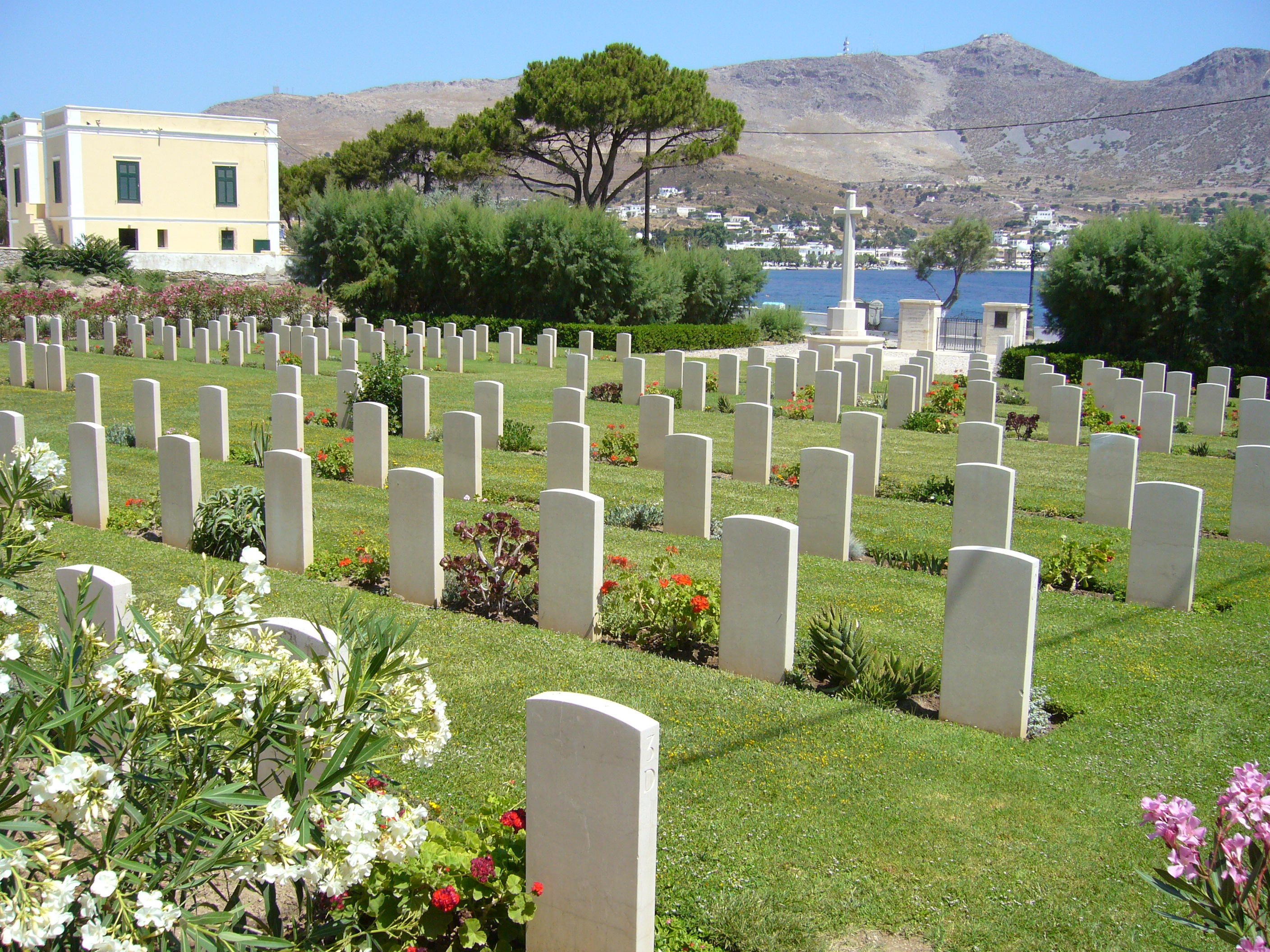
Második világháborús katonai temető
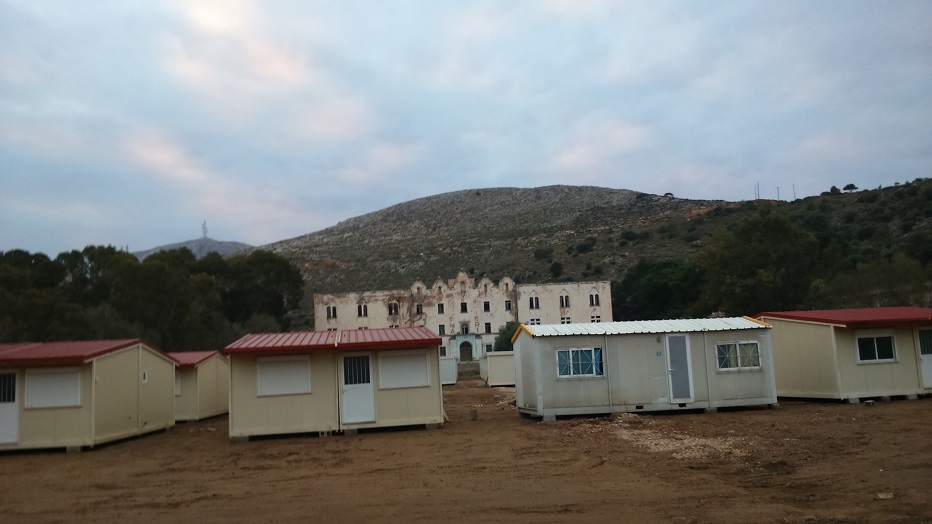
Menekülttábor és kórház 2015-ben